# Mixaderus chabanaudi
Mixaderus chabanaudi es una especie de coleóptero de la familia Aderidae.

## Distribución geográfica
Habita en los territorios que antes se llamaban Guinea Francesa.